# Herman Derk van Ketwich Verschuur
Herman Derk van Ketwich Verschuur (Zwolle, 7 augustus 1846 – Leeuwarden, 11 januari 1910) was een Nederlands rechter. Hij was de zoon van Mr. Jan Dirk van Ketwich Verschuur (Zwolle, 15 juli 1819 – aldaar, 29 juli 1887) en Alberta Alijda Luttenberg (Zwolle, 17 mei 1820 – aldaar, 10 oktober 1900). De naamtoevoeging Verschuur vond plaats bij K.B. 17 juli 1836, no. 97.

## Levensloop
- Van Ketwich Verschuur studeerde rechten te Leiden, waar hij in 1869 promoveerde.
- Vervangend officier van justitie arrondissementsrechtbank te Winschoten van 1877 tot 1883.
- Rechter arrondissementsrechtbank Leeuwarden van 1883 tot 1890.
- Raadsheer gerechtshof te Leeuwarden van 1890 tot 1908.
- President gerechtshof te Leeuwarden van 1890 tot 1910.

## Onderscheidingen
- Officier in de Orde van Oranje-Nassau

## Persoonlijk
Van Ketwich Verschuur had een jongere broer: mr. Gerrit Hendrik van Ketwich Verschuur (Zwolle, 19 sept. 1848 – aldaar, 30 maart  1883), onder meer advocaat en plaatsvervangend kantonrechter te Zwolle.
Van Ketwich Verschuur trouwde te Nijmegen op 24 juli 1874 met Maria Scheers (Nijmegen, 21 maart 1853 – Amersfoort, 28 juni 1928), dochter van dr. Jan Herman Adriaan Scheers en Cornelia Reyers.
Uit dit huwelijk kwamen twee kinderen voort:
- Jan Dirk van Ketwich Verschuur (Appingedam, 30 maart 1877 – Leeuwarden, 5 juni 1896).
- Cornelia van Ketwich Verschuur (Leeuwarden, 18 september 1886 – Baarn, 31 januari 1975). Zij trouwde te Nijmegen op 20 juli 1910 met Daniel Adolf Camerling Helmolt (ridder in de Orde van Oranje-Nassau) (Haarlem, 9 mei 1886 – Nijmegen, 18 september 1960), zoon van Jan Daniel Camerling Helmolt en Eugenie Jeanette Bernardine Josine Alexandrine van Lierop. Hun dochter Johanna Antonia Camerling Helmolt (Haarlem, 14 september 1883 – Hilversum, 5 januari 1960) trouwde op 8 februari 1904 te Zutphen met Jan Dirk van Ketwich Verschuur.